# Anepischetosia maccoyi
Anepischetosia maccoyi — вид сцинкоподібних ящірок родини сцинкових (Scincidae). Ендемік Австралії. Вид названий на честь ірландського зоолога Фредеріка Маккоя. Це єдиний представник монотипового роду Anepischetosia.

## Поширення і екологія
Anepischetosia maccoyi мешкають на півдні і південному сході Вікторії, на півдні Нового Південного Уельсу та на південному сході Південної Австралії. Вони живуть в сухих і вологих склерофільних лісах і рідколіссях, серед повалених дерев і опалого листя, віддають перевагу ярам та іншим вологим місцевостям.